# Alonissos
Ne doit pas être confondue avec l’Halonnèse antique, l’actuelle Ágios Efstrátios.
Alónnisos ou Alonissos (grec moderne : Αλόννησος, « l’île du sel »), ou Halon(n)èse, connue dans l’Antiquité sous le nom d’Ikos ou Icus  (grec ancien : Ἴκος, latin : Icus), et du Moyen Âge au XXe siècle sous le nom de Liadrómia (Λιαδρόμια), est une île grecque appartenant à l'archipel des Sporades septentrionales. Elle a une superficie de 65 km2 et compte un peu plus de 2 672 habitants. Administrativement, elle constitue un dème (municipalité) de la périphérie de Thessalie, dans le district régional des Sporades.

## Étymologie du nom
Alonissos aurait été appelée Ikos durant l’Antiquité. Elle a été ensuite appelée Liadrómia (Λιαδρόμια) ou Iliodrómia (Ηλιοδρόμια), le premier apparaissant dans les textes du cartographe franciscain vénitien Vincenzo Maria Coroneli en 1690. Le nom d'Alonissos a été attribué à l'île en 1838 par le roi de Grèce Othon Ier, à la suite d'une proposition de son Ministère de l'Intérieur. Malgré certaines déclarations qui disaient que le nom de « Alonissos » était attribué à une autre île grecque, Zouroufa, durant l'Antiquité, cela n'a pas changé l'avis du roi. Le nom « Alonissos » en grec signifie « Île du sel » (du grec moderne : αλάτι / aláti, « sel » et de νήσος / nísos, « île »).

## Géographie
Alonissos se situe dans la Mer Égée, en Grèce, et appartient à l'archipel des Sporades du Nord, avec les îles Skiathos et Skópelos. C’est un territoire de la région de Thessalie et le territoire dominant du dème homonyme d'Alonissos (qui comprend plusieurs autres îlots voisins). Elle est l'île des Sporades la plus orientale, à 3 km à l'est de Skópelos et à 4,5 km au nord de l'île de Pelagonisi. L'île elle-même occupe une superficie de 64,5 km2, tandis que le dème occupe un archipel d'îles d’une superficie totale de 2 636 km2.  
L'antique village d'Alonissos, ancien chef-lieu abandonné depuis le tremblement de terre de 1965, surgit des collines à environ 3 km de Patitiri vers l'intérieur de l'île. À 12 km au nord de Patitiri se trouve aussi Steni Vala, un petit port de pêcheurs.

## Histoire
Alonissos est l'île avec la plus longue histoire de présence humaine dans la mer Égée. La première habitation humaine d'Alonissos se place durant la période du Paléolithique moyen, quand l'île aurait déjà commencé à avoir des liaisons avec la Thessalie. En 1969 et en 1970, des fouilles menées par l'archéologue grec Dimitris Theocharis sur une plage au sud-ouest d'Alonissos, en face de la péninsule de Kokkinokastro, sur la petite île Vrahos, ont mis au jour divers outils ébréchés réalisés à partir de calcaire dur et d'os fossilisés de grands et de petits mammifères du Pléistocène. Ce sont, d'après les enquêtes, des outils qu'avaient les chasseurs stationnés dans le Paléolithique moyen (100 000 av. J.-C. à 33 000 av. J.-C.) pour démembrer leurs proies capturées et nettoyer les peaux d'animaux.
Alonissos aurait également été influencé par la civilisation crétoise du XVIe siècle av. J.-C., tout comme les îles voisines Skiathos, Péparéthos, et l'île de Skyros, située plus au sud des Sporades. C'est pendant cette période que les cultures de vignes et d'olives ont fait leur apparition dans l'île. La civilisation crétoise a ensuite été remplacée par la civilisation mycénienne, qui a également fait apparition à Alonissos, notamment au sud-est (l'île accueille aujourd'hui le site touristique de l'ancienne ville mycénienne Kokkinokastro).
Selon la mythologie grecque, Alonissos est l'endroit où Pélée, père d'Achille (héros de la Guerre de Troie) s'est réfugié et a passé la fin de sa vie, et son tombeau se trouve près de l'ancienne cité de Kokkinokastro,.
Du Xe au VIe siècle av. J.-C., Alonissos était une colonie de la cité de Chalcidique, tout comme les autres îles des Sporades. Elle contribuait énormément au commerce de vignes et d'olives, opéré par le transport maritime. Elle est passée ensuite sous le contrôle des Dolopes, qui l'ont baptisée Oikos. Ce peuple nomade était composée d'une flotte de pirates qui menaçaient le nord de la Mer Égée, qui ont été chassés par les Athéniens en 476 av. J.-C., lorsque l'île devient un membre de la Ligue de Délos. Elle contribue à la puissance athénienne du Ve siècle av. J.-C., surnommé « L'Âge d'Or ». Elle passe à la dominance de la Macédoine le siècle suivant, à la suite des conquêtes grecques du roi Philippe II, qui chasse tous les pirates restants de la région et en y installant une base militaire. Elle appartient ensuite à l'empire grec d'Alexandre III le Grand est devient  une région influençant l'hellénisme. L'île passe sous le contrôle des Romains en 199 av. J.-C., en tant que première région grecque conquise par ces derniers (avant la conquête totale de la Macédoine).
Pendant les quatre siècles suivants, Alonissos demeure dans la paix et la prospérité romaine. Elle devient membre de l'Empire Byzantin au début du Ve siècle, et reste dans cet empire avant la prise de Constantinople sept siècles plus tard, en 1204, par les Francs, et a servi comme point d'échange d'esclaves. Elle passe ensuite sous le contrôle de l'Empire Ottoman en 1538, lors de l'invasion de la flotte du marin Khayr ad-Din, connu aussi sous le nom de Barberousse. En 1830, la Grèce devient indépendante, et toutes les îles des Sporades sont libérées et rattachées au nouveau pays. Alonissos acquiert son nom actuel en 1838, à la suite des déclarations du premier roi du pays, Othon I. De 1830 à aujourd'hui, Alonissos a connu une croissance économique importante, marquée surtout par le tourisme, la production de vignes et d'olives et le transport maritime intensif. Deux évènements qui ont ralenti cette croissance sont la Seconde Guerre Mondiale (1939-1945) et un grand tremblement de terre qui a eu lieu le 9 mars 1965, qui a tué deux femmes locales et qui a entièrement ravagé la région. Après deux années de reconstruction, Alonissos a de nouveau poursuivi son développement économique. Elle est actuellement membre de la préfecture de Thessalie, et du dème homonyme d'Alonissos, qui occupe le tout premier parc naturel national marin de Grèce, le Parc Naturel d'Alonissos (occupant la baie des Sporades de l'Est, dont Alonissos, Peristera et Piperi.

## Administration
Depuis 2011, à la suite de la mise en place du Programme Kallikratis, un projet de réforme des divisions territoriales, Alonissos est passée sous le contrôle de la périphérie de Thessalie, quittant le district de Magnésie dont elle faisait partie de 1999 à 2010. Le dème d'Alonissos a été mis en place pour couvrir l'île et les îlots voisins. Les îlots habités sont Peristera, Agios Petros, Piperi et Kira Panagia, tandis que les îlots inhabités (appartenant à la zone protégée du Parc Naturel d'Alonissos) sont Agios Georgios, Adelphi, Gioura, Korakas, Lechousa, Prasso, Skántzoura, Skantouli et Psathoura.

## Démographie
En 2011, d'après les statistiques du Gouvernement grec, la population totale du dème d'Alonissos était de 2 750 habitants, dont 2 712 vivant dans l'île principale et 38 dans les îlots voisins.
| Village                                                                                       | Nombres d'habitants |
| --------------------------------------------------------------------------------------------- | ------------------- |
| Patitiri                                                                                      | 1 628               |
| Votsi                                                                                         | 473                 |
| Alonissos (ville)                                                                             | 208                 |
| Steni Vala                                                                                    | 104                 |
| Gerakas                                                                                       | 62                  |
| Barbounta                                                                                     | 59                  |
| Kalamakia                                                                                     | 59                  |
| Isiomata                                                                                      | 49                  |
| Mourtero                                                                                      | 48                  |
| Peristera                                                                                     | 30                  |
| Agios Petros                                                                                  | 22                  |
| Piperi                                                                                        | 6                   |
| Kira Panagia                                                                                  | 2                   |
| Agios Georgios, Adelphi, Gioura , Korakas, Lechousa, Prasso, Skántzoura, Skantouli, Psathoura | 0                   |

## Villes principales
La ville principale d'Alonissos est sa capitale, le village de Patitiri, qui concentre à peu près 1700 habitants. Elle a été construite en 1966, sur l'emplacement de l'ancienne capitale, Chora, qui avait été détruite lors d'un tremblement de terre l'année précédente. Patitiri est aussi l'endroit où se situe le port principal de l'île en termes de marchandises et de passagers. Même si l'architecture est globalement moderne, elle respecte le style traditionnel des bâtiments de la mer Égée, essayant de ressembler aux ruines de l'Ancienne Ville, qui sont les bâtiments restants de la ville de Chora. Les autres villages principaux sont Alonissos, qui a été la capitale de l'île durant le XIXe siècle, Votsi et Steni Vala, qui sont les deux principaux villages accueillant les activités touristiques de l'île et concentrant les plages les plus importantes des Sporades, Leptos Gialos et Agios Dimitrios respectivement.

## Moyens de communication et de transport
Alonissos ne possède pas d'aéroport, mais est cependant liée avec le reste de la Grèce par le transport marin. Des ferries et des hydroptères transportent des passagers tous les jours en reliant Alonissos aux villes de Volos et de Agios Konstantinos (en Thessalie) et Salonique (en Macédoine), avec des escales sur les îles de Skiathos et de Skópelos. Alonissos possède une route principale reliant le sud de l'île à partir de Patitiri au village de Gerakas au nord.

## Le parc naturel
Alonissos se trouve en plein cœur du parc national marin d'Alonissos du nord des Sporades. Premier parc naturel de Grèce, il fut institué en 1992. Celui-ci comprend, outre Alonissos, six autres îles voisines (Peristéra, Skántzoura, Kyrá Panagiá, Gioúra, Psathoura, Pipéri) et 22 îlots inhabités. L'aire est divisée en une zone de protection (zone A), qui s'étend sur 1 597 km2 et en une aire protégée (zone B) s'étendant sur 678 km2.
Skántzoura, Kyrá Panagiá, Gioúra, Psathoura et Pipéri entrent dans la première où il est autorisé de nager, observer les fonds marins, photographier et filmer mais il y est interdit de pêcher et de chasser.
Alonissos, avec Peristéra, fait au contraire partie de la zone B. Ici les restrictions concernent surtout le camping sauvage et l'ascension des rochers.
Il n'est pas rare de rencontrer d'authentiques chèvres sauvages sur l'île. On y trouve 80 espèces d'oiseaux différentes et 300 espèces de poissons. La roche qui se jette dans l'eau, avec ses grottes cachées dans la mer, offre au phoque moine son habitat naturel.